# Stegana hirtipenis
Stegana hirtipenis är en tvåvingeart som beskrevs av Xu, Gao och Chen 2007. Stegana hirtipenis ingår i släktet Stegana och familjen daggflugor. Inga underarter finns listade i Catalogue of Life.